# Nolsjö och Lervikstorp
Nolsjö och Lervikstorp – miejscowość (tätort) w Szwecji, w regionie administracyjnym (län) Sztokholm, w gminie Österåker.
Według danych Szwedzkiego Urzędu Statystycznego liczba ludności wyniosła: 354 (31 grudnia 2015), 563 (31 grudnia 2018) i 582 (31 grudnia 2019).